# ケイト・アシュフィールド
ケイト・アシュフィールド（Kate Ashfield, 1972年5月28日 - ）は、イギリス出身の女優である。

## 出演作品

### 映画
- サリー 死霊と戯れる少女
- ユナイテッド -ミュンヘンの悲劇-（アルマ・ジョージ）
- 最高の人生をあなたと（ジュリア）
- TSUNAMI 津波
- ショーン・オブ・ザ・デッド（リズ）
- FAKERS フェイカーズ 4日間で借金を返す法（イヴ・エヴァンス）
- すべては愛のために
- クレイジー・ワールド
- ゲストハウス狂騒曲
- プリンセス・カラブー

### テレビシリーズ
- ライン・オブ・デューティ 汚職特捜班
- ニュー・トリックス〜退職デカの事件簿〜（シーズン8）
- 名探偵ポワロ（『三幕の殺人』、ミュリエル・ウィルズ）
- アンネの日記（ミープ・ヒース）
- イラク戦争へのカウントダウン 〜英メディアが描いた10日間〜